# Ola Hnatiuk
Ola Hnatiuk, właśc. Aleksandra Hnatiuk (ur. 11 listopada 1961 w Warszawie) – polska ukrainistka, absolwentka Uniwersytetu Warszawskiego, profesor nauk humanistycznych. Profesor nadzwyczajna w Instytucie Slawistyki PAN, profesor nadzwyczajna w Studium Europy Wschodniej Wydziału Orientalistyki Uniwersytetu Warszawskiego, aktywna tłumaczka i popularyzatorka literatury ukraińskiej w Polsce. W latach 2006–2010 radca Ambasady RP w Kijowie.
Jej rozprawa habilitacyjna Pożegnanie z imperium. Ukraińskie dyskusje o tożsamości (wyd. 2003), wyróżniona została Nagrodą „Przeglądu Wschodniego” (2003) i Nagrodą im. Jerzego Giedroycia (2004). W 2022 otrzymała tytuł profesorski.
Jest autorką powieści historycznej Odwaga i strach (Wojnowice 2016), monografii Ukrain’ska duchovna barokkowa pisnja (Kijów 1994), opracowania podań i legend Wiedźmy, czarty i święci Huculszczyzny (Warszawa 1997), antologii (wraz z Łarysą Szost) Stepowa legenda: antologia ukraińskiej małej formy prozatorskiej lat 1830–1930 (Warszawa 2001) oraz antologii literatury współczesnej Rybo-wino-kur: antologia literatury ukraińskiej ostatnich dwudziestu lat i (wraz z Katarzyną Kotyńską) zbioru Prolog nie epilog: poezja ukraińska w polskich przekładach (pierwsza połowa XX wieku). Wspólnie z Bogumiłą Berdychowską wydała Bunt pokolenia. Rozmowy z intelektualistami ukraińskimi.
Wydała zbiorki poezji Ihora Kałyncia, Wasyla Holoborod’ki, a także Historię Ukrainy Natalii Jakowenko, eseje i powieści Jurija Andruchowycza.
Jest również autorką wielu esejów i tekstów krytyczno-literackich na łamach m.in.: „Znaku”, „Kultury”, „Kresów”, „Literatury na Świecie” oraz wielu czasopism wydawanych na Ukrainie.
W 2012 została odznaczona Krzyżem Kawalerskim Orderu Odrodzenia Polski.

## Życie prywatne
Matka, Halina Siwak z domu Lewkowska, urodziła się we Lwowie 18 września 1939. W czerwcu 1946 przesiedlono ją do powojennej Polski w ramach wymiany ludności pomiędzy RP i ZSRR (tzw. repatriacji). Stało się to kilka miesięcy przed tym, jak jej przyszły mąż, Ukrainiec Eugeniusz Siwak, został wysiedlony w ramach akcji „Wisła”.